# Новофедоровское
Новофедоровское (баш. Яңы Федоровка) — деревня в Стерлитамакском районе Башкортостана. Административный центр Ашкадарского сельсовета.

## География
Деревня находится на левом берегу реки Ашкадар.

## Географическое положение
Расстояние до:
- районного центра (Стерлитамак): 28 км,
- ближайшей ж/д станции (Стерлитамак): 28 км.

## Население
| 2002 | 2009 | 2010 |
| ---- | ---- | ---- |
| 324  | ↗355 | ↘328 |

### Национальный состав
Согласно переписи 2002 года, преобладающие национальности — башкиры (41 %), русские (33 %).